# Чарлі Крессвелл
Чарлі Крессвелл (англ. Charlie Cresswell, нар. 17 серпня 2002, Престон) — англійський футболіст, захисник французького клубу «Тулуза».
Виступав, зокрема, за клуби «Лідс Юнайтед» та «Лідс Юнайтед», а також молодіжну збірну Англії.

## Клубна кар'єра
Народився 17 серпня 2002 року в місті Престон. Вихованець футбольної школи клубу «Лідс Юнайтед». Дорослу футбольну кар'єру розпочав 2020 року в основній команді того ж клубу, в якій провів два сезони, взявши участь у 5 матчах чемпіонату. 
Протягом 2022—2023 років захищав кольори клубу «Міллволл».
Своєю грою за останню команду знову привернув увагу представників тренерського штабу клубу «Лідс Юнайтед», до складу якого повернувся 2023 року. Цього разу відіграв за команду з Лідса наступний сезон своєї ігрової кар'єри.
До складу клубу «Тулуза» приєднався 2024 року. Станом на 19 липня 2024 року відіграв за команду з Тулузи 1 матч в національному чемпіонаті.

## Виступи за збірну
Протягом 2021–2024 років залучався до складу молодіжної збірної Англії. На молодіжному рівні зіграв у 15 офіційних матчах, забив 1 гол.

## Досягнення

### Збірні
- Чемпіон Європи серед молодіжних команд: 2023, 2025